# Кокембаев, Нурмагамбет
Нурмагамбет Кокембаев (Кейки-батыр) (каз. Нұрмағамбет Көкембайұлы, Кейкі батыр; 1871, урочище Байтума, ныне Костанайской области — 22 апреля 1923, близ аула Рахмет, ныне Костанайской области) — казахский батыр, участник Среднеазиатского восстания 1916 года против властей Российской империи и событий Гражданской войны на территории Казахстана. Снайпер (мерген). Отличился в Догалском сражении, в сражении на местности Куйик, в блокаде города Тургай.

## Биография

### Происхождение
Родился в 1871 году (по другим данным в 1873) году в поселении Байтума Тургайского уезда Тургайской области Российской империи (ныне Костанайская область Республики Казахстан). Происходил из рода Кулан племени Кыпшак Среднего жуза.
Вёл уединённый образ жизни, за что получил прозвище Кейки — в переводе с казахского языка «отшельник» или «одиночка». Другое его прозвище — Кол-мерген («твёрдая рука»; от каз. қол — «рука» и каз. мерген — «снайпер»).
Дружил с Амангельды Имановым и Абдулгафаром Жанбосыновом (Абдыгапар-ханом), в дальнейшем сыгравшими значительную роль в казахском национально-освободительном движении.

### Участие в национально-освободительном движении
Кейки-батыр принимал активное участие в Тургайском восстании — эпизоде Среднеазиатского восстания 1916 года. Командовал отрядом «мергенов» — лучших стрелков, вооружённых лучшим оружием и хорошо снабжённых боеприпасами. Отличился в Догалском сражении, где был ранен, и в сражении на местности Куйик. Был участником неудачного штурма Тургая в октябре и стычки с царскими войсками у почтовой станции Тункойма в ноябре 1916 года.
Октябрьскую революцию встретил настороженно, несмотря на участие своих товарищей по Тургайскому восстанию в установлении Советской власти в Тургае. Однако не принял и сторону Алаш-Орды.
После ареста и расстрела Иманова сторонниками Алашской автономии в мае 1919 года был вынужден скрываться в горах Улытау и в пустыне Кызылкумы. Принимал участие в противостоянии с алаш-ординцами, но после упразднения Алаш-Орды и гибели Жанбонсынова от рук красноармейцев выступил против уже Советской власти. Вплоть до 1923 года вёл вооружённую борьбу как с красноармейцами, так и с многочисленными бандитами, грабившими местное население.
Для устрашения врагов Кейки-батыр надевал на плечи шкуру лебедя с крыльями. Поэтому издалека могло показаться, что навстречу движется не всадник, а крылатый шайтан.

### Гибель
Сведения о последних днях жизни Кокембаева противоречивы. Согласно одним данным, предатель сообщил красноармейцам, в каком доме скрывался батыр, и 22 апреля 1923 года дом Кокембаева был окружён красноармейским отрядом под командованием комиссара Александра Токарева. Кейки-батыр отстреливался до последнего и был убит лично комиссаром Токаревым. Согласно другим источникам, Токарев обманом выманил Кейки из степи, пообещав амнистию со стороны Советской власти по прибытии в Тургай, однако на полдороге попытался арестовать батыра. По третьей версии, Токарев, напротив, был убит Кокембаевым, а сын комиссара отомстил за отца.

### Дальнейшая судьба останков
Красноармейцы отрубили голову и обе руки убитого Кокембаева и увезли их в Оренбург в качестве доказательства смерти своего противника. Обезображенный труп был брошен рядом с телами его жены и брата, также погибшими в перестрелке. Где и кем их тела были преданы земле, остаётся неизвестным.
В 1926 году после переноса столицы Казакской АССР из Оренбурга в Кзыл-Орду череп Кейки-батыра был передан в Кунсткамеру Ленинграда.
Уже после обретения Казахстаном независимости казахстанский историк Манаш Козыбаев отправил в Министерство иностранных дел Российской Федерации официальный запрос на передачу черепа Кокембаева на родину. Однако в официальном ответе, полученном в январе 1995 года, сообщалось, что подобные запросы должны исходить только от близких родственников или потомков покойного, казахстанская сторона почти сразу же сформировала такой запрос. Позже в Кунсткамере заявили что передадут останки только если поступит официальный запрос от президента России.
Только в августе 2016 года вопрос передачи останков казахского национального деятеля из России на историческую родину был поднят на межгосударственном уровне. Председатель правительства России Дмитрий Медведев дал обещание премьер-министру Казахстана Кариму Масимову положительно решить данный вопрос. 6 октября 2016 года череп Нурмагамбета Кокембаева был доставлен отдельным авиарейсом из Москвы в Астану.
В 2017 году на трассе Аркалык—Тургай построили мавзолей, где и были захоронены останки батыра.

## Память
Образ Кейки-батыра был использован в романе Акана Нурманова «Құланның ажалы» и в пьесе «Амангельды» Габита Мусрепова.
В 1996 году по случаю 125-летия батыра был воздвигнут мавзолей в Амангельдинском районе Костанайской области.
В городе Аркалык в 2010 году был установлен памятник Кейки-батыру перед зданием краеведческого музея. В экспозиции музей хранится кебеже (шкаф для хранения посуды), принадлежавший семье Кокембаева.

## Оценки

### В советский период
Со слов казахстанских журналистов в сопроводительных документах Кунсткамеры об останках Кокембаева было записано следующее:
«3383. Череп знаменитого бандита казаха — Кейки, уроженца Кайдаульской волости, Тургайского уезда, казнённого в советский период. От Д. Д. Букинича в дар в 1926 году».
Другая запись гласила (орфография автора сохранена):
«Инв. № 3383. 45 лет. Череп знаменитого киргизского бандита Кейки Тургайского уезда, Кайдаульской волости, свирепствовавшего в степи в 22 и 23 годах. Наводил ужас своими зверствами на местное население и на переселенцев, двигавшихся из Актюбинска в Атбасар. Был очень набожен и всегда в молитвах раскаивался в преступлениях. Его бандиты участвовали в отрядах красных и в отрядах белых. Участвовал в осаде киргизами города Тургая в 1916 году. Почитается киргизами за свою храбрость и считается бандитом, несмотря на свой невзрачный вид (низкого роста, худощавый). Был неоднократно арестован, но всякий раз бежал. При поимке голову отрубили китменём и доставили в город Тургай, где она была вывешена на площади. Д. Букинич».

### В наши дни
Специалист отдела по организации научной работы и международных отношений Аркалыкского государственного педагогического института им. Ибрая Алтынсарина, краевед, почетный житель Аркалыка Шоптибай Байдильдин — автор книги «Кейки-батыр», — так объясняет интерес к образу Кейки-батыра в современном казахском обществе:
Амангельды батыр, близкий друг Кейки, горячо приветствовал советскую власть и боролся с белогвардейцами, он был убит алашординцами. С другой стороны близким соратником Кейки-батыра был Абдигаппар Жанбосынұлы, который проникся идеями Алашорды, Абдигаппара убили красногвардейцы.
И Амангельды, и Абдигаппар, и Кейки — все происходили из рода кипчаков, были вхожи в дома друг друга, вместе трапезничали за одним дастарханом. А благодаря политике «разделяй и властвуй» внутри одного рода кипчаков произошли расхождения по идеологическим соображениям, и родственники стали врагами, предали друг друга. Кейки это понимал, поэтому не примкнул ни к белым, ни к красным, но одинаково наказывал и тех, и других, если от их рук страдали казахи.